# Ричстакер

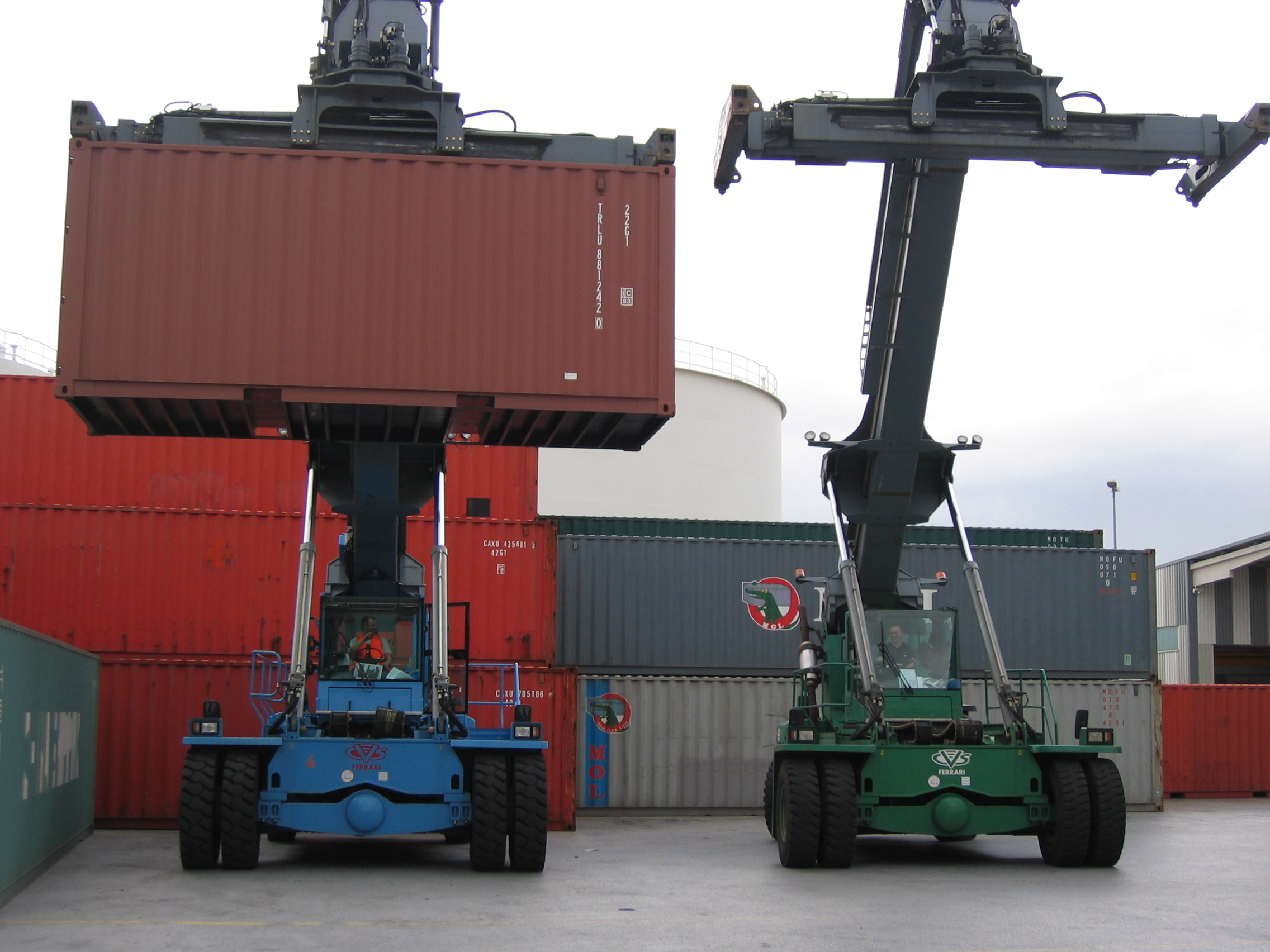
Два ричстакера

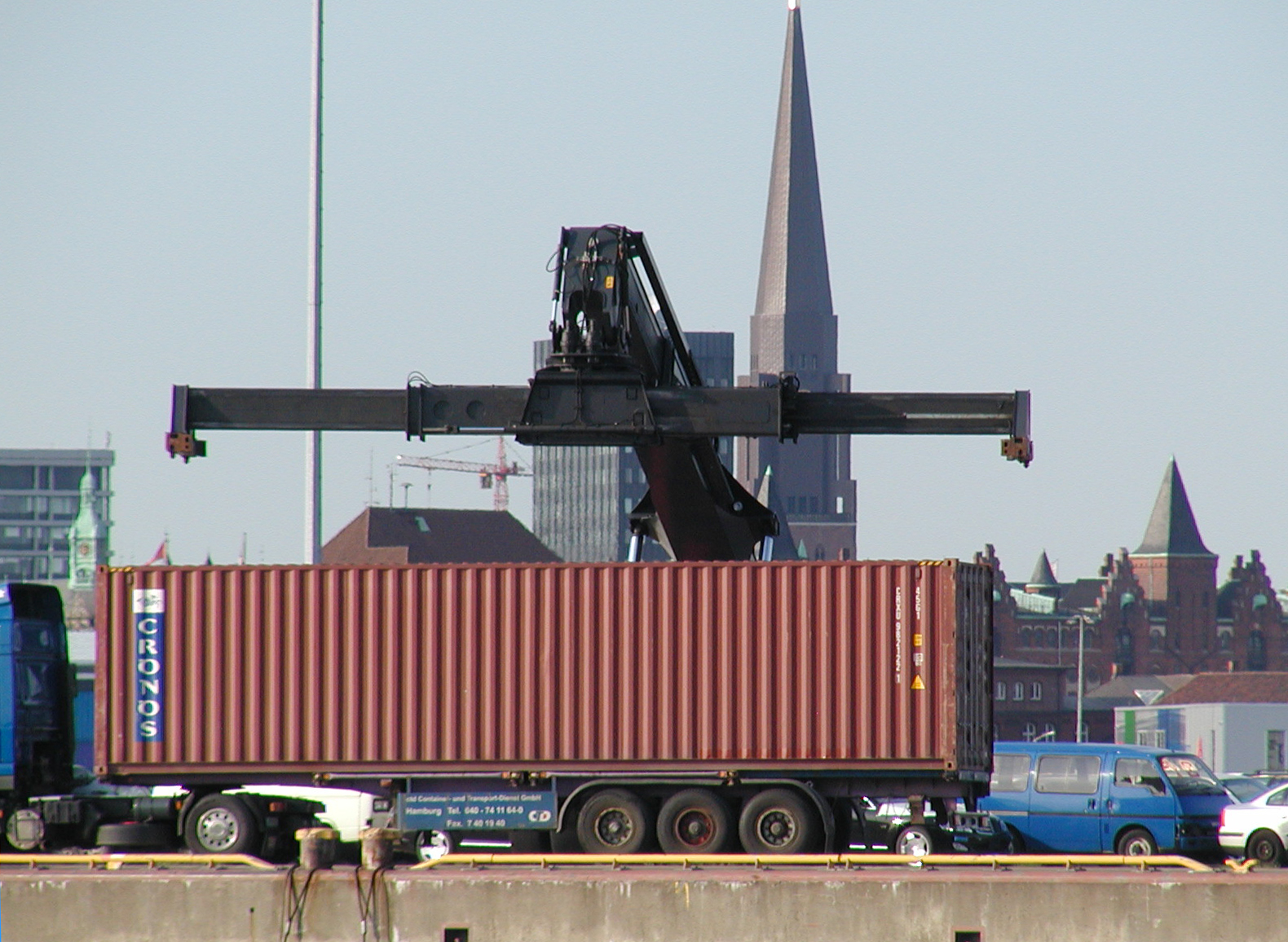

Ричстакер (англ. reach stacker) — погрузчик для работы с контейнерами.
Предназначены для обработки всех типов контейнеров, включая рефрижераторные. Они способны обрабатывать контейнеры и прицепы, а также производить погрузочно-разгрузочные работы в самых разнообразных условиях: от портов до тяжелой промышленности.
Главными характеристиками ричстакеров являются грузоподъёмность, число ярусов, в которые штабелируют контейнеры, ряды, рабочая масса, колёсная база.
Ричстакеры участвуют в интермодальных операциях, так как способны обеспечивать доступ сразу к двум железнодорожным путям (ряду фур) с одной стороны.
Представляет собой машину большого размера, способную управляться с грузами до 45 тонн.
Существует две разновидности ричстакеров — для работы с гружёными и порожними контейнерами. Ричстакеры с длинной колесной базой также используются для погрузки контейнеров непосредственно на судно с причала. Существуют различные модификации — мультистакеры, оснащенные спредерами специальных видов, расширяющими применение ричстакеров в грузовых терминалах.

## История
Первоначально контейнеры в терминалах и портах обрабатывали козловыми, портовыми терминальными кранами, а также вилочными погрузчиками большой грузоподъемности. В последующем из-за возросшего потока и увеличения грузоподъемности контейнеров потребовались специфические машины. Разработанные для этого портальные краны на пневмоколесном ходу (gantry crane), портальные (straddle carrier) и челночные контейнеровозы (shuttle carrier) имели высокую грузоподъемность, а челночные контейнеровозы к тому же были еще и высокоманевренными. Вплоть до средины 1990-х годов они являлись основным видом техники в портовых работах по обработке контейнеров, но в последнее время их начали вытеснять ричстакеры (reach stacker) — специализированные погрузчики, изначально приспособленные только для операций с контейнерами. По сравнению с предшественниками, ричстакеры отличаются маневренностью, высокой скоростью обработки контейнеров, а при помощи разнообразного навесного оборудования превращаются в многофункциональную технику для выполнения самых разнообразных задач.